# بخش تیروپور
بخش تیروپور (به انگلیسی: Tiruppur district) یک بخش در هند است که در تامیل نادو واقع شده‌است. بخش تیروپور ۲٬۴۷۹٬۰۵۲ نفر جمعیت دارد.